# Herbert Buhl
Herbert Friedrich Hans Buhl (* 8. Januar 1901 in Kaiserslautern; † 12. Juni 1963 ebenda) war ein deutscher Politiker (SPD).

## Leben
Herbert Buhl besuchte die Handelshochschule Mannheim und schloss das Studium als Diplom-Kaufmann und der Promotion zum Dr. rer. pol. ab. Er arbeitete als Gewerbelehrer in Mannheim und Kaiserslautern, ab 1931 als selbstständiger Wirtschafts- und Finanzsachverständiger in Kaiserslautern und ab 1937 als Immobilienmakler in Konstanz.

## Politik
Buhl war in der Zeit des Nationalsozialismus seit 1934 Mitglied der NSV und seit 1938 der DAF. Nach dem Krieg trat er 1946 dem SPD-Bezirksverband Pfalz bei und war Bevollmächtigter der SPD-Pfalz für Wiedergutmachungsfragen. 1946/47 war er Mitglied der Beratenden Landesversammlung des Landes Rheinland-Pfalz. In der Landesversammlung war er Vorsitzender des Finanzausschusses. Bis 1947 war er Bürgermeister von Neustadt. 1947 wurde er aus der SPD ausgeschlossen.
Er war Generalbevollmächtigter des DGB Rheinland-Pfalz für Wiedergutmachung und Leiter des Vereins zur Abwehr des Antisemitismus in Kaiserslautern.